# KEO
A KEO műhold egy tervezett űrbeli időkapszula és műhold. Az indulás időpontja évek óta tolódik, főleg a rendelkezésre álló anyagi források hiánya miatt. A műhold üzeneteket tartalmaz majd a Föld lakóitól, és körülbelül 50 000 év múlva fog újra visszatérni a Földre. A projektet az UNESCO támogatja, bárki küldhet üzenetet. A műhold nevét az emberi nyelvek három leggyakoribb hangja adja, K E és O.

## Üzenetek
2014. december 31-éig bárki írhatott üzenetet, az interneten vagy postán.
A szervezők mindenkit arra bátorítottak, hogy idősektől és gyerekektől, írni-olvasni nem tudó személyektől is gyűjtsenek üzeneteket, ezzel biztosítva a kulturális és demográfiai sokszínűséget. A műhold kapacitása elegendő egy kb. 4 oldalnak megfelelő digitális üzenet továbbítására a Föld összes lakójától.
A műhold indítása után az üzenetek a személyes tartalom eltávolítása után felkerülnek az internetre.

## Egyéb tartalom
A KEO magával visz egy gyémántot, amelybe egy vércsepp lesz bezárva, valamint egy kis levegő, tengervíz és föld. A gyémánt egyik oldalára az emberi DNS mintája kerül. A műhold magával visz egy csillagászati órát is, ami számos pulzár jelenleg mért forgási sebességét mutatja, fényképeket a Föld minden népéről, és a jelen Alexandriai Könyvtárát, napjaink enciklopédikus tudásának gyűjteményét.

## Technikai részletek
Az üzenetek és a könyvtár üvegből készült, sugárálló DVD lemezekre kerülnek. Többféle szimbolikus utasítás mutatja majd a jövőbeli megtalálóknak, hogyan építsenek DVD lejátszót.
A műhold teste egy 80 cm átmérőjű üreges gömb. A gömb felületére a Föld térképe van gravírozva, ezt védi egy alumínium réteg, egy hőálló réteg, egy titán réteg, a rétegek között pedig vákuum. A gömb ellenáll a kozmikus sugárzásnak, vélhetőleg átvészeli majd az atmoszférába történő visszatérést, valamint esetleges űrszeméttel való ütközéseket.
Amikor a műhold újra belép majd a Föld légkörébe, a hőpajzs egy mesterséges sarki fényt fog létrehozni, hogy felhívja magára a figyelmet, és könnyebbé tegye a megtalálást. A passzív műhold nem visz magával kommunikációs berendezést. A tervek szerint egy Ariane–5 rakéta segítségével 1800 km-en áll majd pályára, ahonnan 500 évszázad alatt „zuhan” majd vissza a Földre – ennyi idő telt el azóta, hogy az emberiség elkezdett barlangrajzokat készíteni.

## A projekt története
A KEO projektet egy francia művész-tudós, Jean-Marc Philippe találta ki, aki az úgynevezett „űr-művészet” (space art) egyik úttörője. Sok üzenetet összegyűjtöttek, és 2001-re tervezték a kilövést. A technikai megvalósíthatóság és egyéb okok miatt a kilövés dátuma bizonytalan.
Bár Jean-Marc Philippe 2008. november 12-én meghalt, a csapata tovább folytatja a munkát a projekten.

## Hasonló projektek

A Pioneer–10 és Pioneer–11 űrszondák egy-egy aranyozott lemezt vittek magukkal

Számos űreszköz vitt magával üzeneteket, melyek akár időkapszulaként is felfoghatók, a távoli jövő emberi vagy földönkívüli megtalálói számára.
- Az Apollo–11 holdra szálló egysége vitt magával egy táblát, amely a kontinensek elhelyezkedését mutatja 1969-ben.
- A LAGEOS műhold, ami 8,4 millió év múlva fog visszatérni a légkörbe, szintén egy ábrán mutatja a kontinensek elhelyezkedését a múltban, a jelenben, és a jövőben.
- A Pioneer–10 és Pioneer–11 űrszondák egy-egy aranyozott lemezt vittek magukkal útjukra, amelyek piktogramokon mutatják eredetüket, keletkezésük idejét és tervezett útvonalukat.
- Talán a leghíresebb a két Voyager űrszonda, melyek egy-egy aranylemezt vittek magukkal, amiken földi hangok, képek találhatók, és szimbólumok, hogy kell lejátszani a lemezt. Az űrszondák további információt tartalmaznak a Föld elhelyezkedéséről.